# Герасимчук, Михаил Иванович
Михаи́л Ива́нович Герасимчу́к (укр. Михайло Іванович Герасимчук; 1 октября 1947, Майдан-Бобрик, Винницкая область — 7 ноября 2013, Киев) — украинский политик, народный депутат Верховной Рады Украины 7-го созыва, член Комитета по вопросам законодательного обеспечения правоохранительной деятельности.

## Биография
В 1973 году окончил Украинскую сельскохозяйственную академию (учёный агроном), а в 1992 году — Киевский институт политологии и социального управления (политолог-социолог).
Трудовую деятельность начал электриком сразу после окончания средней школы в 1965 году. Затем работал учётчиком, бригадиром колхоза «Победа» села Уладовка, главным агрономом и заместителем директора Уладовского сахарокомбината. В 1980 году был избран председателем правления колхоза «Победа» села Уладовка.
Работал первым заместителем председателя райисполкома Литинского районного совета Винницкой области, начальником районного сельскохозяйственного управления, председателем районного агропромышленного комплекса, инструктором организационного отдела Винницкого обкома, первым секретарем Литинского райкома Компартии Украины, председателем исполкома Литинской районного совета народных депутатов.
С 1992 года возглавлял Литинское малое предприятие «Агромонтажкомплект».
С 1998 года неоднократно избирался Литинским поселковым головой, депутатом Винницкого облсовета 1-го и 5-го созывов.
Член Коммунистической партии Украины с 1971 года, первый секретарь Литинского райкома КПУ.
Один из 148 депутатов Верховной Рады Украины, которые подписали обращение в Сейм Республики Польша с просьбой признать геноцидом поляков события на Волыни 1942—1944 годов.
Почётный гражданин пгт Литин.
Умер 7 ноября 2013 года в киевской больнице «Феофания» от рака лёгких.